# (6651) 1991 RV9
(6651) 1991 RV9 (1991 RV9, 1990 HL4) — астероїд головного поясу, відкритий 10 вересня 1991 року.
Тіссеранів параметр щодо Юпітера — 3,535.